# تسوي وانغ كيت
تسوي وانغ كيت (بالصينية: 徐宏傑) هو لاعب كرة قدم صيني في مركز الدفاع، ولد في 5 يناير 1997 في هونغ كونغ البريطانية في المملكة المتحدة. لعب مع هونغ كونغ رينجرز.

## وصلات خارجية
- تسوي وانغ كيت على موقع قاعدة بيانات كرة القدم.إي يو (الإنجليزية)
- تسوي وانغ كيت على موقع ناشيونال فوتبول تيمز (الإنجليزية)
- تسوي وانغ كيت على موقع Soccerway.com (الإنجليزية)